# クイズ・ドレミファドン!
『クイズ・ドレミファドン!』は、フジテレビで1976年10月3日から1988年4月3日までレギュラー放送し、以降は不定期に特別番組として放送している音楽系クイズバラエティ番組。渡辺プロダクション（2020年10月以降はワタナベエンターテインメント）制作。司会はレギュラー放送時代（特別番組時代の初期を含む）は高島忠夫、特別番組化以降（1995年 - ）は中山秀征。

## 概要
後に日本中で認知されるところになった楽曲当てクイズ、いわゆる「イントロクイズ」の元祖である。ただし、この番組では純粋に曲のイントロのみで曲名を当てるイントロクイズ以外にも音楽に関する事柄や芸能界に関するクイズも出題される。なお、複数の歌手がゲストとして出演し最新ヒット曲を披露するコーナーもあったことから、クイズ番組でありながら音楽番組の役割も果たしていた。ただしステレオ放送化はレギュラー放送時代はもとよりスペシャル版においても実施されず、地上デジタルテレビ放送化後の現状においても送出信号はステレオ、音源はモノラル（モノステレオ放送）のままであったが、近年ではステレオ音源で放送されている。
クイズは、解答者2・3名1組の5組による対抗戦である。毎回設定されたテーマにちなんだ人達で構成される。視聴者参加と芸能人参加の大会とがあった。不定期の特番では、芸能人参加になっている。
レギュラー時代の放送時間は日曜 12:00 - 13:00（ただし1980年4月以降は12:55まで）だった。番組は原則関東ローカル枠だったが、一部地域にも同時ネットし、系列外でも遅れネットで放送していた。また、視聴率は日曜昼にもかかわらず、10 - 13%を推移して2桁で安定した視聴率を取っていた。それにともない、フジテレビ系列の人気番組へと成長した。
番組終了後長らく、毎年正月の年1回（当初は高島忠夫司会、後に中山秀征司会）で放送していたが、2000年代後半から一時期は『カスペ!』枠（2015年3月終了）を中心に、ゴールデンタイム・プライムタイムに年1・2回不定期放送している。高島の「イェーイ‼」はこの番組の代名詞にもなり、高島の名台詞ともなった。
日本航空が協賛していた。優勝賞品である海外旅行（ハワイ・グアム・アメリカ西海岸）のためのタイアップであり、番組自体のスポンサーではない。オープニングには必ず同社の旅客機の離陸、飛行シーンが流れていた。
なお、当番組終了後もフジテレビの日曜正午枠は長年にわたり渡辺プロダクション制作番組枠となっており、“ナベプロ枠”と呼ばれている（2023年現在は『なりゆき街道旅』が放送中）。
放送後は一定期間TVerでも配信されているが、楽曲権利の都合により問題に使われる映像部分はほとんどがカットされる。

## 出演者

### 司会

#### 男性
- 高島忠夫（1976年 - 1996年 / レギュラー時代→特別番組時代）
- 中山秀征（1995年 - 現在 / 特別番組時代）

#### 女性
- 初代　明石直子（当初は本名の「千葉直子」名義で出演する予定であった）
- 2代　五十嵐夕紀
- 3代　野中小百合（後に民謡歌手へ転向し芸名を「糸川蛍子」へ改名） ※一時的に五十嵐が降板したことによる代役
- 4代　五十嵐夕紀　※当番組へ復帰
- 5代　渡井なおみ（アイドルグループ「フィーバー」の元メンバー）
- 6代　石川ひとみ
- 7代　藤本あき（アイドルグループ「トライアングル」の元メンバー、現在は脚本家・君塚良一の妻）
- 8代　和泉友子
- 9代　水野きみこ
- 10代　坂上とし恵（現在はタレント・野々村真の妻、結婚後の本名である野々村俊恵として活動）
- 伊藤つかさ※レギュラー時代から放送していた新春特番のみ担当
- 鳥越マリ※レギュラー時代から放送していた新春特番のみ担当
- ヒロコ・グレース（1990年 /  特別番組時代）
- 東ちづる　(1991年 / 特別番組時代)
- 岩井由紀子　(1992年 / 特別番組時代)
- 中村ゆう子 （1994年 / 特別番組時代）
- 松本明子（1995年 - 2009年 / 特別番組時代）
- 柏木由紀（AKB48/2016年・2017年 / 特別番組時代）
- ブルゾンちえみ（2018年 / 特別番組時代）
- 池田美優（2022年 - / 特別番組時代）

#### 代行
- 寿美花代※高島の妻。坂上時代に坂上が病気入院したため代行（放送日不明）。最終回SPにも次男・高嶋政伸と共に出演。
- コロッケ※レギュラー放送最終日の1988年3月27日、高島・坂上・江藤らレギュラー陣がクイズに挑戦したため代行
- 柳美子※同上

### ナレーター
- 丸木陽子
- 柳美子

### アシスタント
- 三笑亭夢之助
- 江藤博利
- 伊藤利尋（フジテレビアナウンサー、2019年・2020年 特別番組時代）
- 永島優美（フジテレビアナウンサー、2019年 特別番組時代）
- 宮司愛海（フジテレビアナウンサー、2020年 特別番組時代）

ほか

### アシスタントガール
加藤真理（前身番組『クイズ!家族ドレミファ大賞』からの継続出演）、友川真喜子（前身番組『クイズ!家族ドレミファ大賞』からの継続出演）、坂本裕起世、石川節子、小宮砂由美、岡広いづみ（アイドルグループ「フィーバー」のメンバー）、北川まゆみ（アイドルグループ「フィーバー」のメンバー）、小林恵美子、恩田ひろみ、塚田聖見、荒木則子、小林恵美、荒井美智代、竹内加奈子、柴田洋子、高橋優子、篁英子、寺沢靖子、宮純子、嶋田昭子、橋本和子、相原実豊、大塚友紀、側田弥生、夢野磨

### ドッキリ扉の人物
- 木藤隆雄（ハイカラマン、元ニッポン放送アナウンサー、現在は木藤たかお　番組ナレーション担当）
- 斎藤清六（セイロクマン）
- 志賀勝（ピラニアマン）
- キャサリン・フィッシャー（ハイカラねえちゃん）
- 伊藤克信（トチギマン）
- 安岡力也（リキヤマン）
- KINYA（カラフルマン）
- コロッケ（コロッケマン）
- 稲川淳二（イナガワマン）
- 桑野信義（ラッパマン）
- 栗田貫一（クリカンマン）

### その他のレギュラー
- せんだみつお
- 湯原昌幸

## 番組テーマ
『クイズ・ドレミファドン!のテーマ』
作詞：福地美穂子 / 作編曲：すぎやまこういち
前番組『クイズ!家族ドレミファ大賞』で使用されたテーマを改題し、歌詞も変更。歌は『家族ドレミファ大賞』時代から引き続きアップルズ（後のEVE）だったが、高島のパートナーが石川ひとみに変更後は、歌も石川ひとみに変更された。
この曲は、2004年に渡辺音楽出版から発売されたコンピレーションアルバム「ゴールデンタイム!～TVバラエティ・ヒットパレード』（品番 - SPW-20038）に、アップルズバージョンと石川ひとみバージョンの2バージョンが収録されている。

## コーナー

### レギュラー放送時代

#### オープニング
- 特定のゲスト1名が、口三味線で曲を歌い、その曲名を早押しで当てる。解答者が正解した後にタイトルコールし、テーマ曲と飛行機の飛行・離陸シーンが流れ、全チームが紹介される。

#### 5曲連続クイズ
- 開始当初のクイズで、前番組『クイズ!家族ドレミファ大賞』から継続したコーナー。歌が5曲流れ、それらの曲名を全て当てる。1曲でも違ったら不正解。

#### パクパククイズ
- 『家族ドレミファ大賞』からの継続コーナー。歌手が歌っているVTRが流されるが、音声がカットされている。解答者は「口の開き方」「衣装」「振り」等で推理して曲名を当てる。

#### 逆さ歌クイズ
- 『家族ドレミファ大賞』からの継続コーナー。ゲスト1名が、歌詞を逆に歌い、その曲名を当てる。正解が出た後でその歌を実際に逆回転で再生して聞いてみる。
- 点数は、歌い終わって15秒のシンキングタイム内（ラスト10秒はジングルが出る）に答えられれば5点。歌を逆回転再生中に答えられれば3点。
- 歌詞をローマ字書きにしてそれを逆から読んで歌わなければならない（例：「逆さ歌」【sakasauta】→【atuasakas】「アツアサカス」）ため、出題するゲストにとっても難しいコーナーでもあった。

#### ゲストクイズ
- 『家族ドレミファ大賞』からの継続コーナー。ゲストがコントやマジック等をやり、それに関係した3択問題が出る。マジックが題材の場合は、大抵種明かし問題が出された。
- 海外の有名アーティストなどを招いてインタビューした後、彼らに関する問題を出すこともあった。また「ドレミファ寄席」と銘打ち、漫才師を招いて漫才を披露することもあった（ツービート、人生幸朗・生恵幸子、春やすこ・けいこほか）。
- 計3問出題され、不正解をするとアシスタントガールから渡された赤い×マークの付いたマスク（通称：バッテンマスク）を装着しなければならない。解答権は2チームまで有効。

#### ミュージックパネルクイズ
- 歌手が描かれているパネルが16枚（4×4）有る。解答者は歌手を指定。パネルをめくると、別の写真が現れ、指定された歌手の肉声で問題が出される。解答者は写真で推理して答える。
- なおパネルの中には、アトランダムに3つ「賞品パネル」が有る。これを出すと賞品が貰え、さらにもう一つ別なパネルを指定出来る。

#### マルチンクイズ
- 音楽に関する珍しい人たちや物を登場させ、それに関するクイズを出題する。「マルチン」の正式表示は、○の中に「珍」と書かれている。

#### せんみつ・湯原のとび出せ! 日本一
- せんだみつおと湯原昌幸が様々な場所に行き、その場所の「日本一」に関する物などをレポートした後、クイズを出題する。
- 問題は2問有り、1問目は場所にちなんだ問題。2問目は歌手名を入れ替えた言葉を聞いて、歌手名を当てる（『マジカル頭脳パワー!!』の「シャッフルクイズ」と同じ）。

#### 抜き打ち歌合戦
- 後述の「ウルトラ歌合戦」の元となったクイズ。歌の一部が流れ、途中で歌が止まったら早押しをして、歌の続きを歌う。正解すれば5点。なお途中で「ピロピロ〜ン」という音がしたら「チャンス問題」となり、正解チームは「黒ひげ危機一発」に挑戦、刺した剣の本数が点数となるが、海賊が飛んだら点数が0となる。
- 開始当初は、目の前にあるトースターからダミーのトーストが飛んだら歌が止まる演出だったが、後に「ピンポーン」という音がしたら歌が止まる演出に変わった。
- 芸能人大会の時はチャンス問題は出ず、全問終わった所で、全チームが「黒ひげ危機一発」に挑戦する。

#### 音感クイズ
- 「おとかんクイズ」と読む。2つの出題パターンがあった。共に解答は3択式。

1. 最初に音声がカットされているVTRを見てもらい、そのVTRの正しい音を当てる。「パクパククイズ」の変型リバイバル。
2. 最初に音声のみを聞いてもらい、その音の正体の正しいVTRを当てる。

#### 連想ミュージックパネルクイズ
- 「ミュージックパネルクイズ」のアレンジ版。16枚のパネル（構成は前と同じ）の内、横の段の左→中左→中右とパネルをめくり、その写真から連想する歌手名を当てる。正解すれば5点。
- これを4問行い、全部のパネルが開いた所で、今度は2〜3枚のパネルにアトランダムにランプが光り、そのパネルの写真から連想する歌手名を当てる。正解すれば10点。問題は2問。

#### ミュージックルーレットクイズ
- 「ミュージックパネルクイズ」の変型リバイバル版。20枚の歌手の写真が円状に並んでおり、その回りにはランプが囲んである（この中には、アトランダムに3つ「ラッキーランプ」という色違いのランプがある）。解答者は「スタート!」とコールして光を回し、「ストップ!」とコールして光を止める。すると、止まった所の歌手から本人の肉声で問題が出る。正解すると5点。なお、ラッキーランプに止まったらその場で10点獲得、さらにもう一回光を回せる。
- このクイズは、その後「○×ルーレットクイズ」に変更。ルールは変わらないが、ラッキーランプは廃止され、問題は○×クイズとなる。解答は早押しだが、○×クイズであるため解答権があるのは1チームだけ。

#### ドレミファパズル
- いわゆるクロスワードパズル。答えの頭文字をマスに埋めていき、わかったところでワードを答える。得点は1問正解につき5点、さらにワードを答えて正解ならば、1文字につき5点を加算。

#### スター今昔クイズ
- ある芸能人の「今」「昔」「昔々」に関するエピソードから早押しクイズを出題する。3人が登場するので、計9問。

#### ジョーズクイズ
- 「今昔クイズ」に代わって行われたクイズで、テレビ朝日『クイズタイムショック』の様な内容のスピードクイズである。
- 1チームずつの挑戦で、映画『ジョーズ』の海底を模したセットに解答者が座る。解答者の頭上には風船が固定されている。当初の出題ナレーションは小林克也。
- 問題は全10問。1問正解につき5点獲得だが、不正解のたびに鮫の人形が解答席に近づく。4問不正解すると、鮫が席の上の風船を割って失格、得点は没収となる。
  - 「ジョーズクイズ」時代は、鮫が風船を割って失格となると、解答者は「黒ひげ危機一発」に挑戦できた。点数は、挑戦を止めた時点での刺した剣の数がそのまま得点になる。ただし、黒ひげが飛び出たら0点。
- 後に「スタージョーズクイズ」と改題。挑戦前に5枚のパネルから1枚を指定すると、芸能人の写真が現れ、その人に関するクイズが本人の音声で出題される。基本的なルールは変わらず、問題は全8問。当初は1問正解につき5点だったが、後期は3点となった。
- なお「スタージョーズクイズ」時代、解答者が外国人の時はYES・NO問題、芸能人の時は本人に関する問題が出された。出題ナレーションは木藤隆雄。これは、後述の「岩石落としクイズ」や「クイズ・ふんばりショック」でも同様だった。
- 出題中のBGMは、映画『ジョーズ』の劇中曲をアレンジしたものが使われていた。

#### 岩石落としクイズ
- 出題形式、得点ルールは「スタージョーズクイズ」と同様。セットが映画『インディ・ジョーンズ』シリーズを連想させる峡谷を模したものになり、4問不正解すると解答者の頭上に大岩（布とウレタン製の柔らかいもの）が落ち、風船が割れて失格となる形式であった。風船よりも、大岩が頭に落ちてきた時の挑戦者のリアクションに重点が置かれていた。
- 出題中のBGMは、映画『インディ・ジョーンズ』シリーズのテーマ曲をアレンジしたものが使われていた。

#### クイズ・ふんばりショック
- 出題形式は「スタージョーズクイズ」「岩石落としクイズ」と同様。セットが巨大な自転車を模した滑り台になり、解答者は滑り台に座ってクイズに挑戦する。不正解のたびに滑り台の傾斜が15度ずつきつくなり、落ちたら失格というルールになった。MBSで放送されていた『ダイビングクイズ』のような内容だった。
- 出題中のBGMは、マイケル・ジャクソンの『スリラー』をインストゥルメンタルにアレンジしたものが使われていた。

#### ウルトラ歌合戦
- 予め設置された円形テーブルに解答者各組1名ずつ5名が座り（2名ずつが分かれて座る場合もあった）、頭に両手をおいた状態で待機する。その後、高島の合図で曲が流れる。
- テーブルの真ん中で浮いているピンポン玉を最初に取った人に、流れている曲を歌う権利が与えられ、一番の歌詞を間違えずに歌えば得点となる。歌合戦というタイトルではあるが、歌のうまい・下手は得点や正誤判定に関係しない。
- ある時、ピンポン玉を取った解答者が、自分がよく知っている二番の歌詞で歌い、不正解とされたことに憤慨したことから、以後は司会の高島が出題の前に「歌詞は一番で!」と強調するようになった。
- 芸能人大会の時は、必ず「たんたんたぬき」を問題にしていた。
- 最後は高島の「両手を頭の上にやって!…ウルトラ歌合戦はここまでー」というセリフでコーナーを締めるのが恒例となっていた。

#### ドッキリ扉
- 1チームずつの挑戦。「ドッ」「キリ」「扉」の3つの扉が用意されており、3つの扉の中から1つを選んでレバーを下げて扉を開ける。扉には出題者として、ハイカラマン、セイロクマン、その週のゲストのいずれかが待機している。
- 問題は曲名か人名のどちらかで、ルーレットで選択する（初期は曲名当てのみ）。出題者のジェスチャーやヒントから解答し、正解すると次の問題に移る。1問正解につき5点。
  - ハイカラマンはヒントがわかりやすいが、喋るテンポが非常に速いので時々わかりにくいこともある。
  - セイロクマンは喋るテンポが遅く、ヒントが非常にわかりにくいため、得点できないまま扉が閉まることが多い。
  - セイロクマンの前に、俳優の志賀勝が「ピラニアマン」（志賀が入っていた悪役軍団「ピラニア軍団」が由来）として登場していた。出題傾向はセイロクマンと同じだが、解答者に睨みを利かせて答えを出し渋る、嫌味な役として人気があった。のちに、バニーガール風の外国人「ハイカラねえちゃん」なども出演した。
- 20秒間の制限時間が来ると扉が閉じる。その後、江藤の「移動開始!」というコールで別の扉を開け、1回目と同じルールで解答する。1回目と2回目の間に隠れている3人は場所を移動するので、同じ扉を選んでもよい。挑戦チームは2回の合計得点を獲得する。
  - 2回目の前の移動タイムでは、BGMに『ワイワイワールド』（『Dr.スランプ アラレちゃん』のテーマ曲）の一部が流れた。

#### シャッタージェスチャー
- 1チームずつの挑戦。1人がガラスの前で曲名ジェスチャーをやり、もう1人が答える。正解すると5点獲得。
- しかし時間が経つにつれ、ガラスの上のブラインドがどんどん下りてきて、ジェスチャー担当者はジェスチャーをやりづらくなってしまう。制限時間は1分。パスはできない。
- 後期にはカメラの「絞り」を模したセットになり、時間が経つにつれて絞りが狭くなるようになった。音楽も変更されている。

#### イントロBOMB
- 山手線ゲームの要領で、高島を模した人形をお題に沿って解答した後回していく。1分経った時点で人形の頭から火花が出て爆発する。正解する毎に5点。但し、爆発した時点で持っていた人のチームは0点となる。
- お題は「しりとり」「昔、流行った○○（物、有名人など）」「○○（八百屋、海の中など）にある物」など多岐にわたる。
- 爆発寸前には、持ったまま席を離れて他の人を追い回す、或いは席に人形を置いたまま逃げる事などが定番となっていた。

#### イントロクイズ・ウルトライントロクイズ・超ウルトライントロクイズ
- 番組終盤のクライマックスといえる、目玉コーナー。イントロ、すなわち曲の出だしを聴いて、曲名を早押しで当てるクイズである。
- 開始冒頭では司会者が「ここまでの皆さんの点数を見てみましょう。得点ドーン！」と言い、各チームのここまで獲得した合計点をSEと共に表示させた。
- 曲の出だしは、コーナーが進むごとに短くなる。超ウルトラではほとんど最初の一音しか流れない。得点はイントロクイズが1問5点、ウルトラは1問10点、超ウルトラは1問20点。コーナーの切り替わり毎に効果音が鳴り、超ウルトライントロクイズの終了時にはブザーが鳴った。
- イントロクイズの冒頭の数問は、「CMソング」、「繰り返し言葉」、「曲名に数字がつく」などのテーマが設けられる。冒頭で高島が「まずは○○特集」「○○シリーズ」などとテーマを提示するが、テーマが提示されず、テーマに気づいたチームが有利となる回や、テーマ問題そのものが無かった回もあった。
- 一連のイントロクイズで出題する曲がゲストの曲に該当する場合は、司会者の背後に座っているゲスト（芸能人大会の時は解答者の1人）の顔にカメラが高速でズームインする。司会者の曲が出題される場合も同様に司会者にズームインが行われる。
- お手つきをしたり誤答をするとマイナス5点となり、チームの一方が前述のバッテンマスクを装着し、後ろの席に座り、コーナー終了まで以降の解答権を失う（必ずしも誤答をした本人が下がる必要はない）。そして、早押し順2位のチームに解答権が移る。なお、解答席には全チームの早押しの順番が表示される。芸能人大会等で1チームが3人いる場合も1人だけが下がる。
- ペアのどちらも（3人の場合はチーム全員）が解答権を失うと失格（リタイア）。得点表示板の上に巨大な赤い×マークが貼られ、得点はすべて没収され0点となる。
  - 芸能人大会の場合は、イントロクイズ・ウルトライントロで失格になった場合、得点をすべて没収された上で（まれに得点半減ですむ場合もあった）、超ウルトラから再び参加できる措置もとられた。一方のみが解答権を失っている場合は基本的にはそのままだが、回によってはその解答者も復活できる場合もあった（復活できる場合でも得点は変わらない）。ただし、超ウルトラでの失格は復活の機会が無く、0点で終了となる。
- 出題時の司会者のかけ声は「クイズ・ドレミファ・ドン!」（イントロクイズ、イントロクイズ以外のクイズ）、「ウルトラ・ドン!」（ウルトライントロクイズ）、「超ウルトラ・ドン!」（超ウルトライントロクイズ）だった。
- ウルトライントロが採用された初期は、CMを置かずにすぐウルトライントロを開始したが、中期からはCMを挟んで行う様になった。その時はアイキャッチとして、江藤がゲスト歌手のひとり（芸能人大会の時は解答者のひとり）のCMやギャグのパロディをやるのが毎回のパターンだった。
  - 例：とんねるずがゲストの時は、「おっとっと」のCMパロディで「タコだ!クジラだ!ドレミファドンだ!!」。松鶴家千とせが解答者の時は、「次はウルトライントロだよ!分かるかなァ、分っかんねぇだろうなァ!」。

### 特別番組時代

#### イントロクイズ
- 通常のイントロクイズ。番組冒頭に行われている。1問正解5点。

#### テーマイントロ
- あるテーマを挙げ、そのテーマにまつわる曲が連続で出題される。1問正解5点。
- レギュラー放送時代はイントロクイズの冒頭数問のみがテーマ問題だったが、特番では1コーナーがまるごと1つのテーマ問題で構成され、それが放送回ごとに数コーナー放送されている。
- テーマの例は、「アイドルソング」「アニメソング」「演歌」「洋楽」「ドラマ主題歌」「朝ドラ」「1990年代」「ミリオンセラー」「ゲームミュージック」「春うた」「夏うた」「秋うた」「冬うた」「クリスマスソング」「ジャニーズアイドルソング」「小室哲哉プロデュースソング」「マイケル・ジャクソン大ヒットソング」「結婚ソング」「スポーツ」「ディズニーアニメ」「バンド」「年代別売上げランキング」など。
- 「アニメソング」「ドラマ主題歌」「ゲームミュージック」など、一部のテーマでは、その楽曲が使用されている作品のタイトルを解答しても正解となる。
- イントロではなく曲のサビを聴き当てる「サビとろドン!」が出題されることもある。

#### 早抜け!イントロクイズ
- チーム対抗戦によるイントロクイズ。各チームの代表者1名ずつに解答権が与えられ、正解すると次のメンバーに交代できる。
- チームのアンカーが正解すると得点獲得。1位50点・2位40点・3位30点・4位20点・5位0点。

#### 作詞は誰? 作曲は誰?
- 通常のイントロクイズと同じ構成だが、曲名ではなく楽曲の作詞者もしくは作曲者を答えるクイズ。
- 前半に作詞家を答えるクイズを行い、後半に作曲家を答えるクイズを行う。

#### 先なのはどっち?
- ヒット曲が続けて2曲流れる。解答者は、先に流れた曲（A）と後に流れた曲（B）では、どちらの曲が先に発売されているかをAかBかで解答する。

#### 歌ってつなげろ! パーフェクト・シンギング・クイズ
- 1チームずつの挑戦。あるヒット曲をチーム全員で交代しながら歌う。歌詞は一部が表示されないため、その部分の歌詞を正しく歌う。1問正解20点、全問正解の場合は100点獲得。

#### 4曲MIX 聞き分けクイズ
- 1チームずつの挑戦。ヒット曲が同時に4曲流れ、チームの4人は1人1曲ずつ早押しで解答する。制限時間は60秒。1曲正解10点、全曲正解の場合は50点獲得。

#### ブラバンイントロドン!
- 実際に高校野球の応援歌として使用されている曲を、高校のブラスバンド部による演奏で出題するイントロクイズ。1問正解10点（2018年8月31日放送分では5点）。
- 正解すると、当てた曲の歌詞に正解者の名前を入れた応援歌を披露する。
- 2019年1月2日放送分では、応援歌として演奏してほしい曲のアンケートを取り、その上位8曲が出題される。1問正解5点で、正解者への応援もある。

#### ヒットはどっちだ? High&Low
- ヒット曲が続けて2曲流れて、どちらの曲の売上枚数が上（High）か下（Low）かを答えるクイズ。
- 先に流れた曲が後に流れた曲より売れていると思えば解答は「上」、逆ならば「下」となる。1問正解10点、全問正解の場合は100点獲得。
- 「サザンオールスターズ ヒットソング 売上枚数」「1990年代 ミリオンヒットソング 売上枚数」などのテーマが挙げられ、そのテーマにまつわる曲が連続で出題される。
- 2019年1月2日放送分では、挑戦前にテーマとなるアーティストを選択し、チームの4人がそれぞれ「上」か「下」かを解答する。1人正解5点。7問出題され、全員全問正解の場合は140点獲得。
- 2019年7月5日放送分では、挑戦前にテーマとなる年が提示され、前回と同様にチームの5人がそれぞれ解答する。1人正解5点。

#### 変速!イントロクイズ
- 曲を早回しや遅回しの変速で流すイントロクイズ。1問正解10点。
- 出題曲は、段々と標準の速度に戻る。早回しの場合は段々遅くなり、遅回しの場合は段々速くなる。

#### 駅メロドン!
- 実際に日本全国の各駅で使用されている、発車メロディのビデオ映像を見て、流れる曲を答えるクイズ。1問正解10点（2020年1月4日放送分では5点）。
- 発車メロディが流れる前の映像で解答してもよい。アニメソングの場合は、アニメのタイトルでも正解となる。
- なお、スポーツに関連する曲、古すぎる曲、童謡・民謡などは出題されない[注 2]。

#### ピンポン歌合戦 / サビオケピンポンドン!
- レギュラー放送時代の「ウルトラ歌合戦」の復活版。「ピンポン歌合戦」は「ウルトラ歌合戦」とほぼ同内容。
- 「サビオケピンポンドン!」は2018年8月31日の放送で実施。各チームの代表1名ずつ（途中交代あり）が挑戦する。出題・解答（歌唱）はサビのメロディが対象となる。また新要素として、出題中は解答者席が回転する。1問正解5点。

#### YOUは何聴いてるの?
- 2018年8月31日の放送より実施。外国人観光客にヘッドホンを装着してもらい、聴こえてくる曲を口ずさんでもらう。
- 各チームの代表1名ずつが挑戦し（途中で交代あり）、曲が解った時点でボードに曲名を書く。一度提示した曲名の書き直しは不可。最初に正解した解答者は25点獲得。以下5点ずつ下がり、5位は5点獲得。不正解は0点。
- 曲名の表記違いや漢字の間違いなどは、多少であればおまけの正解になるが、曲名と明らかに違う場合は不正解。
  - 例えば吉幾三『俺ら東京さ行ぐだ』が正解の場合、「俺ら東京さ行くだ」は正解と認められるが、「俺らこんな村いやだ」と歌詞を答えてしまった場合は不正解となる。
- 後半はゲストが映像で出演し、同じ要領で出題する。2018年8月31日放送分ではヒューマンビートボクサーのDaichiと棋士の加藤一二三、2019年1月2日放送分では宇都宮のお年寄りと元プロレスラーの天龍源一郎が出演した。

#### 賢者バーサス
- 2018年8月31日の放送より実施。イントロ3賢者と称されるミッツ・マングローブ、はるな愛、ナジャ・グランディーバとイントロクイズで対決する。
  - 2019年1月2日放送分では、ミッツ・マングローブ、はるな愛、ドリュー・バリネコが3賢者として出演。
- 基本的には通常のイントロクイズと同様で、全員に解答権がある。1問正解10点。
- ただし、3賢者が正解した場合は、彼らの独断で1チームを指名し、そのチームは10点減点となる。
- 2018年8月31日放送分では3賢者が8問中7問正解、2019年1月2日放送分でも9問中6問正解し、その名に違わぬ強さを見せつけた。

#### 曲名早書きリレー
- 2019年1月2日の放送より実施。テーマに沿った曲名を挙げる記述式のクイズ。1チームずつが挑戦する。
- 2019年1月2日放送分では林修がビデオ映像で出題。挑戦チームの代表者1名が、林の提示するテーマに関する言葉が入った曲名をボード上に書けるだけ書く。
  - テーマは「色」「数字」「地名」「四季」「男」「女」など。「男・女」は、それぞれに関連する「少年・少女」「マン・ウーマン」「ボーイ・ガール」も対象となる。
  - 制限時間は1分で、1曲正解につき5点。ただし、解答中に林も映像内で曲名を答えており、その曲名はNGワードとして不正解扱い（0点）となる。
  - 楽曲は、第一興商のカラオケ「DAMシリーズ」で配信されている約20万曲以上が有効となる。曲名の表記違いの判定は「YOUは何聴いてるの?」での判定と同様。
- 2019年7月5日放送分からは、テーマはMCの中山が提示。挑戦チームのメンバー全員が交代しながら、提示されたテーマに関する言葉が入った曲名をボード上に書く。
  - 制限時間は90秒で、1曲正解につき15点（2020年1月4日放送分以降は10点）。NGワードは無くなった。
  - 楽曲は、エクシングのカラオケ「JOYSOUND」で配信されている約30万曲以上が有効となる。

#### 歌詞マルチクイズ
- 2019年7月5日の放送より実施。パネルに表示された歌詞をヒントに楽曲を当てるクイズ[注 3]。
- ある曲の歌詞の一部が、8枚のパネルにそれぞれ隠されている。1チームのみに解答権があり、そのチームはパネルを1枚めくり、表示された歌詞から曲名を答える。
- 1問正解10点。不正解の場合は、次のチームに解答権が移り、さらにパネルをめくって解答する。
- 出題曲は、2019年7月5日放送分ではレコード・CDの売上げ数、または配信のダウンロード数が100万以上の楽曲から選出。2020年1月4日放送分ではミリオンヒット曲に加え、「冬うた」からも選出された。
- 2021年1月6日放送分では「ドレミファパニック」として実施。
  - 1チームずつの挑戦で、チームの代表者がアーケードゲームの『ワニワニパニック』に挑戦し、ワニを5回叩くごとにパネルが1枚開く。
  - 他のメンバーは、表示された歌詞から楽曲を当てる。1問正解10点。
  - 制限時間は60秒で、時間内なら何問でも挑戦できる。8枚すべてのパネルを開けても正解が分からない場合はパスができる。
  - 出題曲は、YouTubeでの再生回数が5000万回以上の楽曲から選出された。
- 2021年6月28日放送分では提示された7組のアーティストのヒット曲から出題。1問正解20点。
- 2022年1月6日放送分からは楽曲に制限を設けずに出題。1問正解10点。
- 2023年7月6日放送分では1問につき2枚「ホリケンパネル」と称する事実上のハズレが隠されており、パネルに描かれたイラストの動物の鳴きまねで堀内健が歌詞を読み上げる。1問正解10点。

#### ランキングクイズ
- 2019年7月5日の放送で実施。ヒット曲に関するアンケートを取り、その結果を当てるクイズ[注 4]。
- あるテーマに沿ったアンケートの回答ベスト10の曲名が発表される。ただし、3つの順位は空欄になっており、その候補となる楽曲が3曲提示される。
- 各チームは、空欄の順位と楽曲の正しい組み合わせを当てる。すべての組み合わせが正解で20点。
- 2024年1月4日の放送では「ランキング推理」として実施。あるランキングのベスト10の曲名が下位から発表されるので、早押しでランキングのテーマを解答する。テーマはアンケートに関するものとは限らない。
  - 10位で正解すると50点獲得で、曲名が発表されるにつれ正解時の得点が下がる。不正解はその問題の解答権を失う。

#### 歌声リレー
- 2020年1月4日の放送より実施。ヒット曲を実際に歌ってメンバーに伝えるクイズ。
- 1チームずつの挑戦。リーダーが楽曲リストから1曲選び、他のメンバーにリレー形式で伝えていく。メンバーは、順番が来るまでは大音量が流れるヘッドホンを装着する。
- 出題曲を実際に歌って伝えるが、「ぴ」「ぺ」「ちゅ」など、抽選された言葉のみで口ずさまなくてはならない。
- 1名伝わるごとに10点。全員に伝わった場合はパーフェクトのボーナスが加算され、50点獲得となる。1チームにつき2回挑戦する。
- 2021年10月7日放送分では、全員（3名）に伝わった場合は30点獲得で、パーフェクトのボーナスは無かった。

#### プレッシャー棒キャッチ
- 2021年1月6日の放送より実施。反射神経と心理戦の要素を加えたイントロクイズ。
- 1チームずつの挑戦で、各チーム3名が参加する。それとは別のチームからも代表1名が参加する。
- 挑戦チームのメンバーは、それぞれに用意された、短い棒が入った小箱の前に立ち、小箱の下に片手を構えて待機する。
- イントロが流れている間、別チームの代表者が好きなタイミングでボタンを押すと、小箱から棒が落下する。
- 棒を掴むことができたメンバーのみ、曲名を答えることができる。1名正解につき10点獲得。
- 2021年6月28日放送分では全チームから1名ずつが挑戦（途中交代あり）。出題曲は国民的アニメのテーマ曲で、落下ボタンはMCの中山が押す。正解チームは20点獲得。
- 2021年10月7日放送分でも全チームから1名ずつが挑戦（途中交代あり）。出題曲は過去のヒット曲で、落下ボタンは中山が押す。正解チームは10点獲得。

#### 映像ゲストクイズ
- 2021年1月6日の放送より実施。フジテレビ系列の新ドラマの出演者などがビデオ映像で出題する。
- 2021年1月6日放送分では 「出張イントロクイズ」を実施。ドラマ『監察医 朝顔』を撮影中の上野樹里がイントロクイズに挑戦する。
  - ドラマの撮影現場にスタッフが出張し、上野にイントロクイズを5問出題する。テーマは「上野が出演した作品」。
  - スタジオの各チームは、上野が何問正解するかを予想する。予想が的中すると20点。上野は4問正解だった。
- 2021年10月7日放送分の番組前半では、新ドラマ『アバランチ』『ラジエーションハウスII』の出演者が映像で登場。彼らの思い出の曲からイントロクイズを出題する。1問正解5点。
  - また、「絵スチャークイズ」として、新ドラマ『SUPER RICH』『顔だけ先生』の出演者が映像で登場。彼らの思い出の曲のアーティスト・歌詞・タイトルなどを絵に描いて表現する。
  - 各チームは描かれた絵から連想する曲名をボードに書いて解答する。1問正解10点。
- 2021年10月7日放送分の番組後半では「メダリスドン!」として、東京2020オリンピックの日本人メダリストが映像で登場。彼らの活躍を支えた曲からイントロクイズを出題する。1問正解10点。
- 2023年1月5日放送分では「アーカイブ映像 2択でドン!」を実施。ある年の当時の映像とヒット曲を紹介し、その曲に関する二者択一クイズを出題する。チームごとの解答で、1問正解10点。
  - 出題ゲストとして、新ドラマ『女神の教室〜リーガル青春白書〜』『罠の戦争』の出演者が映像で登場し、当時の思い出を語った。
- 2023年3月28日放送分からは「懐かし映像×2択クイズ」を実施。ルール、得点は「アーカイブ映像 2択でドン!」と同様。出題ゲストは無く、出場チームのドラマにちなんだ年から出題された。

#### 映像クイズ
- 2021年1月6日の放送で実施。
- 水族館のアシカが操るボールや、羊の群れ、書道家が描く絵などに隠された曲名を早押しで当てる。1曲正解10点。

#### アニソンボーナスクイズ
- 2021年6月28日の放送で実施。前述の「賢者バーサス」のような対決型のイントロクイズ。
- 中川翔子とアニメソング限定のイントロクイズ10問で対決する。中川以外は1問正解10点だが、中川の解答の速さにより第4問からは20点となった。
- 「賢者バーサス」と異なり、中川が正解した場合のペナルティはない。
- 中川は9問正解し強さを見せつけたものの、放送では10問目に赤楚衛二が正解し、パーフェクトは阻止された。
- 2022年1月6日放送分でも同様のルールで実施（第5問からは30点）。中川はまたも9問正解したが、10問目に菅田将暉が正解し（菅田自身が歌う『ロングホープ・フィリア』を解答）、パーフェクトは阻止された。

#### このあと歌ってドン!
- 2021年10月7日の放送より実施。ヒット曲を実際に歌って解答するクイズ。
- ヒット曲の歌詞が流れるが、途中で音楽が止まる。早押しで解答権を得たチームは、歌詞の続きを正確に歌う。
- 正解の得点は、2021年10月7日放送分は5点。2022年1月6日、同年7月14日、2024年1月4日、同年5月6日放送分は10点。2023年1月5日放送分は20点。

#### カバー曲歌手当てクイズ
- 2022年1月6日の放送より実施。
- カバー曲を歌っている歌手が誰かを当てる。1問正解5点。
- 2025年5月5日の放送では、チーム対抗戦終了後に「誰うたドン!」として出題。各チームに対して1問ずつカバー曲の歌手当てクイズを出題し、正解チームには金一封の目録が贈られた。

#### スタジオ生演奏クイズ
- 2022年1月6日の放送より実施。楽器奏者がスタジオで演奏した曲からクイズを出題する。
- 2022年1月6日放送分では木嶋真優によるバイオリン演奏で、クラシック音楽をメドレー形式で5曲聴き、各チームの代表者は提示される曲名を演奏順に並べ替える。
  - 1曲正解5点、パーフェクトで25点獲得。代表者を交代して2問出題された。
- 2022年7月14日放送分ではハラミちゃんによるピアノ演奏で、ヒット曲をメドレー形式で12曲披露する。スタジオの解答者への出題ではなく、各曲ごとに視聴者にヒントが出され何の曲かを当てさせる形式だった。
- 2023年1月5日放送分では和太鼓グループ彩 -sai-ほかの和楽器奏者による演奏で、ヒット曲をメドレー形式で5曲聴き、それらの曲に関するクイズに解答する。
  - チームごとの解答で、1問正解20点。曲と問題を変えて2問出題された。

#### 横取りイントロクイズ
- 2023年7月6日の放送で実施。
- モニターに解答者1名が映し出され、その人物に関する曲（自身や家族の持ち歌、出演作品にまつわる曲、自身がジャケット写真に使われた曲など）のイントロクイズが出題される。
- 正解チームは、他の1チームを指名し10点横取りできる。
- 2024年1月4日放送分からは、最終コーナーの「ウルトライントロクイズ」が「横取りイントロクイズ」に刷新された（詳しくは後述）。

#### ウルトライントロクイズ・超ウルトライントロクイズ
- 番組のクライマックスであるイントロクイズ。解答権があるのは、早押し2位（回によっては3位）の解答者まで。
- レギュラー放送時代と比べて、現在のウルトライントロクイズ・超ウルトライントロクイズはイントロが少々長めに流されており、難易度が下がっている。また、レギュラー放送時代の失格ルールは無く、不正解は1回休み・減点の措置（回によっては減点のみの場合もあり）となって、ペナルティが緩和されている。
- ウルトライントロクイズは1問正解10点、超ウルトライントロクイズは1問正解20点。不正解の場合は、配点分が減点される。
  - 2019年7月5日放送分までは、ウルトライントロクイズを「超ウルトライントロクイズ」、超ウルトライントロクイズを「超超ウルトライントロクイズ」と称して出題した。配点は現行と同じ。ウルトライントロクイズ相当の「超ウルトライントロクイズ」の前に、通常のイントロクイズを「ウルトライントロクイズ」（1問正解5点）と称して出題したこともあった。
  - 2023年7月6日放送分では、ウルトライントロクイズのみ10問出題した。
- 2024年1月4日放送分からは、ウルトライントロクイズ16問（2024年5月6日放送分からは20問）に得点横取りルールを加えた「横取りイントロクイズ」へ刷新。正解チームは1位のチームから10点を横取りできる。
  - 1位のチームが正解した場合は、2位のチームから10点を横取りできる。また、1位のチーム（1位のチームの正解時は2位のチーム）が同点で複数ある場合は、点数を横取りするチームを選べる。

## ルール、演出など

### レギュラー放送時代

#### ドレミファ大賞
超ウルトライントロクイズ出題中、時間がいっぱいになると、終了ブザーが鳴り、最高得点チームがドレミファ大賞（当番組における優勝チーム）となる。ドレミファ大賞チームには、グアム島ペア旅行を賭けてのチャレンジクイズの挑戦権が与えられる。ただしチャレンジクイズが無いこともあり、その場合は無条件でグアム旅行を獲得できた。
最高得点チームが2チーム以上あった時は、同点決勝として早押し曲名当てクイズを行い、一番先に早押し正解したチームがドレミファ大賞となる（後述の「グランドチャンピオン大会」や「芸能人大会」も同じ）。
チャレンジクイズは、あるヒット曲を別の歌手が歌っており、その歌手名を当てる「声当てクイズ」である。解答者の背後に流れるグアム島の映像とともに、問題の曲の一節が流れた後にブザーが鳴り、制限時間内に解答する。正解すればファンファーレとともに、天井から大量の紙吹雪と風船が降り、日本航空で行くグアム島ペア旅行を獲得。不正解になると背後のグアム島の映像が消えてブルーバックに変わり、葬送行進曲をコンピュータアレンジした曲（ビデオゲーム『サーカス』に使用された）が流れる。後期には背後に正解の歌手の顔写真が出ていた。
なお、チャレンジクイズの正解・不正解に関わらず、ドレミファ大賞チームは後述のグランドチャンピオン大会に進出できる。また、豪華な優勝賞品が贈呈され、ドレミファ大賞チームを応援した観客にも、プレゼントが贈られる。

#### エンディング
視聴者プレゼントコーナー、司会者のコメント、ゲストの歌で番組は終了する。
スタートして約2年間のラストは、三笑亭夢之助がゲストとクイズや「あっち向いてホイ」をやり、正解したり勝ったら歌うというパターンだったが、やがて廃止され、すぐ歌となる。末期はゲストの歌もなく、ゲストのラストメッセージ（格言）で番組を締めくくった。
なお、エンディングで出場者席は一切映らなかった。これは番組構成上、収録や編集や番組進行に時間制約があったためであった。但し、後述の「グランドチャンピオン大会」および「芸能人大会」でのエンディングについては、優勝チーム決定後に出場者（全チーム）・ゲスト・司会者が出場者席前方へ出てきて行われていた。

#### グランドチャンピオン大会
各週のドレミファ大賞獲得者が5組揃った所でグランドチャンピオン大会を行う。内容は通常と同じで、最終的な最高得点チームがグランドチャンピオンとなる。その際、「おめでとう!アメリカ旅行!グランドチャンピオン ○○（チーム名）」という画面字幕スーパーが表示され、天井から大量の紙吹雪と風船が降り、さらに、天井の違う位置からクラッカーの音が鳴りながら大量の紙テープが落ち、ファンファーレ（グアム島ペア旅行獲得時と同じ）が鳴る。最後のチャレンジクイズは無く、グランドチャンピオンには日本航空で行くアメリカ西海岸ペア旅行とゴールデントロフィーが贈られる。
なお解答席が新装された（後述）1981年からは、解答者は「第○代ドレミファ大賞」と書かれた襷をかけるようになった。その襷は、座った解答席と同じ色が使用された。

#### 芸能人大会
不定期で開催されており、芸能人解答者5組で行う。内容は通常と同じで、最終的な最高得点チームがドレミファ大賞（優勝）となる。その際、「おめでとう!グァム島旅行○○（チーム名）」という画面字幕スーパーが表示され、天井から大量の紙吹雪と風船が降るが、「グランドチャンピオン大会」とは異なり、紙テープは飛んでこない。最後のチャレンジクイズは無く、ドレミファ大賞チームには日本航空で行くグァム島ペア旅行が贈られる。 

#### ファンファーレ
ドレミファ大賞決定時とグアム島旅行獲得時、さらにグランドチャンピオン決定時に流れるファンファーレは異なっている。後者は前者のテンポをよりゆっくりにしたものである。さらにこれに続いて、チャンピオンの栄誉を称え、「見よ、勇者は帰る」のメロディーがBGMとして流れる。

#### 賞金・賞品
賞金は1点につき1,000円。全てのチームに、最終的な得点に応じた賞金と記念品が贈られる。また、前述の通り、ドレミファ大賞のチームの応援席に座っていた観客にもぬいぐるみなどのプレゼントが贈られる。

#### コーナーチャンピオン
コーナーごとの最高得点獲得チームは「コーナーチャンピオン」と称され、賞品を獲得できるチャンスが与えられる。トップが同点の場合は、1問勝負のイントロクイズでチャンピオンを決定する。
- 前期ルールでは、あみだくじ状に線が引かれたボードを使ったゲームに挑戦する。5色から成る目黒電子のてんとう虫型ロボット「ノコノコのこちゃん」から好きなものを選び、ボード上に5ヵ所あるスタート地点の1つに置くと、線を伝いながらゴールを目指して進む。ゴールは、その地点に表示された複数の賞品がもらえるものが3つ、「スカ」と大きく書かれ、ロボットが落下するトラップが2つ。残念賞で王子ネピアのトイレットペーパーが贈られる。ただし当初はスカは無く、全て賞品ゴールだった。あみだくじは非常に湾曲して描かれているため、一見して当たりを見極めることは困難であった。また、選んだロボットによっては右折・左折するはずの線を一部素通りすることもあり、明暗を分けていた。BGMはチェリッシュの『てんとう虫のサンバ』をインストゥルメンタルにアレンジしたものだった。
- 後期ルールでは、トミー（現・タカラトミー）が発売しているパーティーゲーム「黒ひげ危機一発」に挑戦する。ひとりが黒ひげの入った樽に短剣を刺していき、黒ひげが飛び出たら、もうひとりが黒ひげをお玉で受け止める。受け止めに成功すると、刺した短剣の数に応じた賞品を獲得。すべての短剣を刺して成功した場合の賞品はグアム島旅行。BGMは志村けん、加藤茶のヒゲダンスの『ヒゲのテーマ』だった。
  - 黒ひげを落としてしまうと、残念賞として漬物の素「ぬかよろこび」（森永製菓が発売）が贈られた。
  - 前期ルールの前にも、「抜き打ち歌合戦」でのチャンス問題のボーナスゲームなどで、黒ひげ危機一発を使用していたことがあった。この時は、黒ひげを飛び出させずに刺した剣の本数がそのまま得点に加算となった。任意の時点で短剣を刺すのをやめてよいが、黒ひげを飛び出させてしまうと加算点は0となるルールであった。
- これらのミニゲームは「グランドチャンピオン大会」および「芸能人大会」の時は行われていなかった。

「黒ひげ危機一発」はこの番組を通じて知名度を上げたが、同時にルールの誤解を招くことにもなった。もともと「黒ひげ危機一発」は、黒ひげを飛び出させて救出したほうが勝ちというのが正式なルールだったが、この番組のイメージによって「飛び出させたほうが負け」という遊ばれ方をされるようになった。このエピソードは後に『トリビアの泉』でも紹介された。

#### 解答席
初期の頃は緑・橙・黄色・ピンク・青の5色の席で、得点板は猫の目の様な形をしており得点は電球で表示。テーブルは六角形をしていて、早押しボタンは右端に1つだけであった。向かって左側に早押しの順番表示があり、その隣に7つの音符のランプがあった。1番目に解答権を得ると得点板の周りの電飾が光り、正解すると得点板の下の電飾が光る。
- なお初期では、得点表示機を囲む様に、5周の猫の目状の電飾が施されており、順位によってその分電飾が光る様になっていた（1位は5周、2位は4周…最下位は1周）。
- また、ごく初期においては「ウルトライントロクイズ」や「超ウルトライントロクイズ」などの高得点問題がなかったため、得点の3桁表示には対応していなかった。イントロクイズ中に得点が100点を超えた場合、アシスタントが「1」という形状のシールを百の桁の箇所に貼って対応していた。そのときでも「00」や「05」の電飾表示が出来なかったため、100点や105点はそれぞれ、「1　0」や「1　5」のような表示になった。

後期(1981年から)頃には緑・黄色・白・ピンク・青の5色になり、得点板は八角形で得点はデジタル表示。テーブルは番組ロゴか付き、左右に早押しボタンがあり、中央に順番表示があった。1番目に解答権を得るとテーブルの電飾が光り、正解すると得点板が光る。
なお、ごく初期から、特集大会や特番の際には青の席を無くして4チーム対抗戦(1チーム3人)で行われたことも非常に多かった。

#### コーナー開始のオープニング
「イントロクイズ」を除く各コーナーのオープニングは、時期によって異なるものが使用されていた。
初代
- 少年少女のパペットが踊り、それに合わせて「わかるかな、わかるかな? ○○（クイズ名）わかるかな〜?」という歌が流されていた（歌の一部は司会の高島）。
- 前身の『クイズ!家族ドレミファ大賞』から継続したものである。
- すべての形式で使用されたわけではない。

2代
- 「マルチンクイズ」登場と共に変更。ラップ調の歌に合わせて、テロップの音符マークの下半分が揺れ、音符マークが外れてタイトルが出た。
- その歌は、クイズの名称の一部を連呼しながら歌っていた。

例：「マルチンクイズ」は「♪チチンがチンチン、マルチンクイズ。」、「ゲストクイズ」は「♪ゲゲゲのゲー、ゲストクイズ。」。
3代
- ジングルに合わせて、音符テロップの中央がスライドして、タイトルが出る。

4代
- ジングル（3代目と同じ）に合わせて、アシスタントガールがボードの一部を上げて、タイトルを出す。

### 特別番組時代

#### チーム戦
2008年11月4日放送分は、ペア対抗戦を実施。芸能人ペア20組が、各コーナーで順次絞られていき、勝ち残り・優勝を目指す形式だった。
2009年3月3日放送分から2010年6月1日放送分までは、レギュラー放送時代と似たチーム対抗戦を実施。4〜5人のチームが7〜8組参加し優勝を争った。解答ボタンは、各チームの席に1個だった。
2011年2月27日放送分から2019年1月2日放送分までは、4〜5人1組の5〜6チームによる対抗戦であるが、全員に解答権（解答ボタン）が与えられる形式になった。雛壇状に全解答者分の席があり、縦列ごとに色分けされ、同じチームのメンバーが着席する。コンビは2人で1人（1席）扱いとなる。
2019年7月5日放送分から2020年1月4日放送分までは、4〜6人1組の5チームによる対抗戦で、セットが変更され各チームの席に全員が着席（前後左右に2人ずつ）し、大きい解答ボタン1個が置かれる形式になった。
2021年1月6日放送分から2023年3月27日放送分までは、4〜5人1組の5チームによる対抗戦や解答者席セットは変更されていないが、新型コロナウイルス感染症対策により解答席の左右の間にアクリル板が設置されたため、1人に1つやや小さな解答ボタンが設置された。
2023年7月6日放送分と2024年1月4日放送分では、4〜5人1組の6チームによる対抗戦で、解答席のアクリル板は無くなり、各チームの席に大きい解答ボタン1個が置かれる形式に戻った。
2024年5月6日放送分からは、2〜4人1組の8〜10チームによる対抗戦で、各チームの席に大きい解答ボタン1個が設置された。

#### 優勝決定時
レギュラー放送時代のチャレンジクイズに相当するものは無く、優勝チームが自動的に海外旅行（ハワイ旅行等）獲得となる。回によっては他の賞品（2021年1月放送回以降は番組特製クオカード10万円分(1,000円分×100枚をチームメンバーで山分け)、2024年10月放送分からはクオカード5万円分）になったり、優勝の名誉だけで賞品が無い場合もある。
優勝チーム決定時の紙吹雪の演出は、レギュラー放送時代の天井から降らせる方式に代わって、カノン砲から大量に発射される方式となった。2019年7月5日の放送より紙吹雪の方式がなくなった。

#### 1万人アンケート
2014年3月11日の放送より、番組独自の「1万人名曲アンケート」を実施。2017年4月4日放送分までは、すべてアンケートの上位に入った曲が出題された。総合アンケートのほか、各回ごとのテーマに沿ったアンケートも行われる。2021年6月28日の放送では実施されなかった。

#### ご本人登場
2015年3月24日の放送より、同局で不定期放送されているものまね番組『爆笑そっくりものまね紅白歌合戦スペシャル』と同様、イントロクイズの出題後に、その曲の持ち歌である本人のアーティストが登場して歌唱する場合がある。また、往年の名曲を、原曲と違う歌手やものまねタレントがカバーして披露することもある。

#### くっきーチャンス
2018年8月31日の放送で実施。「くっきーチャンス」と呼ばれる問題が数問あり、出題前にお笑い芸人のくっきー（野性爆弾）が得意とする「白塗りメイクものまね」で、出題曲のアーティストを予告する。あくまでくっきーの主観によるものまねのため、見る人によってはヒントにならない場合もある。

#### 個人戦
2018年8月31日の放送で実施（個人戦パートが放送されなかった地域有り）。チーム戦の終了後、成績上位5名による個人戦のイントロクイズで「最強のイントロ王」を争う。賞品は無し。同点決勝であばれる君を破った川合俊一が優勝した。
2020年1月4日・2021年1月6日の放送でもドラマチーム対抗戦終了後に、各ドラマの主演俳優（ドラマチームでない場合は代表者）による個人戦のイントロクイズを実施（この部分は両回とも関東ほか一部地域のみで放送）。優勝者には特典として主演ドラマの宣伝タイムが与えられるが、2021年1月放送回はアスリートチーム代表の那須川天心が優勝したため、宣伝タイムは設けられなかった。

#### アニメ聖地映像クイズ!
2021年6月28日の放送で実施。チーム対抗戦の終了後に“番外編”として実施のため正解しても得点は加算されない（この部分は関東ほか一部地域のみで放送）。あるアニメのモデルになったゆかりの場所を取材したVTRからアニメのタイトルを早押しで答える。出題は全3問。VTRの後半でヒントとしてそのアニメのテーマ曲又は主題歌のサビ部分が流れる。

#### プレッシャーけん玉チャレンジ
2023年3月27日の放送で実施。ウルトライントロクイズの直前に、ボーナスチャレンジとして行われた。各チームの代表1名が10連けん玉に一発勝負で挑み、大皿に乗せた球1個につき10点を獲得する。最高記録は『合理的にあり得ない 〜探偵・上水流涼子の解明〜』チームの天海祐希が7個成功し、70点獲得した。
ドラマチーム対抗戦終了後にもリベンジとして10連けん玉チャレンジが行われた（この部分は関東ほか一部地域のみで放送）。最高記録は『わたしのお嫁くん』チームの波瑠が6個成功し、ドラマの宣伝タイムと鹿児島黒牛A5ランク1.5kgを獲得した。

#### ボーナスタイム
2024年1月4日の放送より実施。チーム対抗戦終了後に行われた（この部分は関東ほか一部地域のみで放送）。各回ごとのテーマから早押しのイントロクイズを6問出題し（一部の回では形式に変更あり）、正解者に金一封の目録が贈られた。
- 2024年1月4日放送分 - 平成・令和のアイドルソング
- 2024年5月6日放送分 - 夏うた
- 2024年10月4日放送分 - ディズニーアニメの名曲
- 2025年1月14日放送分 - 2010年代の名曲。「お年玉争奪戦」として10問出題された。
- 2025年5月5日放送分 - 誰うたドン!（カバー曲の歌手当てクイズ）。早押しではなく、各チームに対して1問ずつ出題された。

## レギュラー番組の終焉
1988年（昭和63年）4月3日をもって番組が終了。11年半・586回に亘るレギュラー放送を終了した。これにより、1976年4月から始まった前身番組の『クイズ!家族ドレミファ大賞』と換算して12年の放送に幕を降ろした。

### 最終回
レギュラー放送のラスト2回（1988年3月27日・4月3日）の内容は次の通り。
まず3月27日放送分は番組レギュラーがゲストとペアを組んでクイズに挑戦、司会はコロッケと柳美子が代行した。組み分けは次の通り。
- 高島忠夫（司会）×沢田研二
- 江藤博利（チーフアシスタント）×高井麻巳子
- 坂上とし恵（現：野々村俊恵）（高島のパートナー）×錦織一清（少年隊）
- 斎藤清六（「ドッキリ扉クイズ」のセイロクマン）×東山紀之（少年隊）
- 木藤隆雄（「ドッキリ扉クイズ」のハイカラマン）×植草克秀（少年隊）

結果は坂上・錦織チームが125点を獲得して優勝した。
続いて、4月3日に放送された最終回は、『今日でお別れ さよならドレミファドン! 90分スペシャル!!』と銘打ち、放送時間は12:00 - 13:30と、通常より30分拡大の特別版だった。内容は、かつてのレギュラーをスタジオに招き、過去の名珍場面を振り返るというもの。ラスト近くでは由利徹・水谷豊、そして妻・寿美花代と次男・高嶋政伸が特別出演、そしてラストは横並びした全出演者が「クイズ・ドレミファドン!」と叫んで、全出演者を見送った後「12年間ありがとうございました」と収録スタジオの床に記されたメッセージを映して終了した。なおこの最終回は、放送して5年4ヶ月弱後の1993年7月31日に放送された『人気バラエティ 感動の最終回大特集』内で放送、番組では司会の高島忠夫と、チーフアシスタントの江藤博利がゲスト出演し、当時を振り返った。

## 特別番組
レギュラー番組が継続していた1978年から毎年新春の時期に、芸能人が解答者として出演する特別番組が放送されていた。
- スター大激突!!新春クイズ歌合戦（1978年 - 1980年）→オールスター新春クイズ歌合戦（1981年）→スーパースター新春イントロ大作戦（1982年 - 1988年）

司会：高島忠夫、三笑亭夢之助→江藤博利
特別番組ではあるが、レギュラーのOPテーマ「クイズ!ドレミファドンのテーマ」は使用せず、コーナー開始もレギュラーとは異なる。
| 放送日               | 放送時間（JST） | 放送タイトル                     | 主な解答者                                                                   | 備考           |
| -------------------- | --------------- | -------------------------------- | ---------------------------------------------------------------------------- | -------------- |
| 1978年1月4日（水曜） | 12:00 - 13:00   | スター大激突!!新春クイズ歌合戦   | 沢田研二、ピンク・レディー、キャンディーズ                                   |                |
| 1979年1月4日（木曜） | 12:00 - 13:00   | スター大激突!!新春クイズ歌合戦   | 西城秀樹、タモリ、研ナオコ、団しん也、井上順、斎藤こず恵、森田公一、太田裕美 |                |
| 1980年1月4日（金曜） | 12:00 - 13:00   | スター大激突!!新春クイズ歌合戦   | 沢田研二、西城秀樹、桜田淳子、西田敏行                                       |                |
| 1981年1月3日（土曜） | 13:00 - 14:00   | オールスター新春クイズ歌合戦     | 沢田研二、烏丸せつこ、西城秀樹                                               |                |
| 1982年1月2日（土曜） | 18:00 - 18:55   | スーパースター新春イントロ大作戦 | 沢田研二、五木ひろし、ビートたけし、松田聖子                                 | この回より改題 |
| 1983年1月1日（土曜） | 18:00 - 18:55   | スーパースター新春イントロ大作戦 | 郷ひろみ、松田聖子、沢田研二、多岐川裕美                                     | 初の元日放送   |
| 1984年1月3日（火曜） | 13:00 - 13:55   | スーパースター新春イントロ大作戦 |                                                                              |                |
| 1985年1月2日（水曜） | 17:00 - 18:00   | スーパースター新春イントロ大作戦 |                                                                              |                |
| 1986年1月1日（水曜） | 17:00 - 18:00   | スーパースター新春イントロ大作戦 |                                                                              |                |
| 1987年1月1日（木曜） | 17:00 - 18:00   | スーパースター新春イントロ大作戦 |                                                                              |                |
| 1988年1月1日（金曜） | 17:00 - 18:00   | スーパースター新春イントロ大作戦 |                                                                              |                |

（参考：『朝日新聞 縮刷版』朝日新聞社、1978年1月4日 - 1988年1月1日。ラジオ・テレビ欄）
1988年4月3日のレギュラー番組終了後も引き続き新春の時期に年1回特別番組を放送していたが、2009年以降は『カスペ!』枠などでの不定期放送に転換している。
- 百恵からタモリまで 100大タレントおもしろ珍場面傑作選（1984年1月12日）

司会：高島忠夫
レギュラー継続中に放送した総集編で、『木曜おもしろバラエティ』で放送。番組に出演したゲストの歌唱シーンや、「ゲストクイズ」場面などを放送した。
- スーパースター新春イントロ大作戦（1989年 - 1994年）

司会：高島忠夫、江藤博利、鳥越マリ、ヒロコ・グレース、東ちづる
（1994年の放送をもってレギュラー番組時代から2代目サブ司会を務めた江藤が降板）
- 新春イントロ大作戦（1995年 - 1996年）

司会：高島忠夫、中山秀征、松本明子
1996年の放送をもってレギュラー番組時代から司会を務めた高島が降板。
- 賞金100万円!夜明けのイントロクイズ クイズ・ドレミファドン!（1995年夏）

『FNSの日 1億2500万人の超夢列島 そのうちなんとか23時間』の企画、視聴者参加クイズとして行われた。「ドレミファドン!」の名称使用は7年ぶりであった。この視聴者参加クイズでは、前年までは全問正解者が賞金を山分けできるルールだったが、受付時間内で全問正解者の中から1名に賞金獲得となるルールに変更。前年・1994年のクイズが難易度が極めて高く、全問正解者が出なかったため（最高正解問題数は20問止まり）、2年連続で全問正解者ゼロの事態が発生しないようにとの配慮から、この方式が選ばれた。結果的に全問正解者は226名にも上った。
- お正月だよ!ドレミファドン（1997年 - 2009年）

司会：中山秀征、松本明子（1997年 - 2005年、2008年 - ）、中村仁美（当時フジテレビアナウンサー・2006年）、眞鍋かをり（2007年）
2001年のタイトルは『21世紀だよ!ドレミファドン』。
2009年のタイトルは『新春クイズドレミファドン2009』。
| 放送日                             | 放送時間（JST） | 放送タイトル                                                                | 司会                                       | 備考 |
| ---------------------------------- | --------------- | --------------------------------------------------------------------------- | ------------------------------------------ | --- |
| 2008年11月4日（火曜日）            | 19:00 - 20:54   | ドレミファドン 最強イントロ王決定戦                                         | 中山秀征、松本明子                         | 『カスペ!』枠。 16年ぶりに正月特番以外での放送（『カスペ!』枠）。芸能人20ペア40人による勝ち残り方式。 イントロクイズ・ウルトライントロクイズ・超ウルトライントロクイズでの お手つき・誤答によるバッテンマスク装着、 2回目でお手つき・誤答で失格する厳しいルールが廃止される等、ルールが大幅に改正された。 |
| 2009年3月3日（火曜日）             | 19:00 - 20:54   | クイズ!ドレミファドン! 決戦!春のイントロ祭                                  | 中山秀征、松本明子                         | 『カスペ!』枠での放送。 なおこの回を機に、新春特番が休止されている。 4人1チームの7チーム対抗戦。 今回は、「ピンポン歌合戦（ウルトラ歌合戦）」等の別セットで行われるクイズが無く、 全編解答席での早押し形式であった。 |
| 2009年8月4日（火曜日）             | 19:00 - 20:54   | クイズ!ドレミファドン! 最強イントロ王決定戦                                 | 中山秀征、中村仁美                         | 『カスペ!』枠での放送。 4〜5人1チームの8チーム対抗戦で、前述の「春のイントロ祭」とほぼ同じ。 ただし回によっては「ピンポン歌合戦（ウルトラ歌合戦）」や、 『ネプリーグ』に登場する乗り物（ファイブツアーズやファイブツアーズバギー等）に代表者が乗り、 ファイブツアーズの要領で、 自身の学生時代にヒットした曲のタイトルからその歌手名を答えるクイズも行われる。 |
| 2009年11月17日（火曜日）           | 19:00 - 20:54   | クイズ!ドレミファドン! 最強イントロ王決定戦                                 | 中山秀征、中村仁美                         | 『カスペ!』枠での放送。 4〜5人1チームの8チーム対抗戦で、前述の「春のイントロ祭」とほぼ同じ。 ただし回によっては「ピンポン歌合戦（ウルトラ歌合戦）」や、 『ネプリーグ』に登場する乗り物（ファイブツアーズやファイブツアーズバギー等）に代表者が乗り、 ファイブツアーズの要領で、 自身の学生時代にヒットした曲のタイトルからその歌手名を答えるクイズも行われる。 |
| 2010年6月1日（火曜日）             | 19:00 - 20:54   | クイズ!ドレミファドン! 最強イントロ王決定戦                                 | 中山秀征、中村仁美                         | 『カスペ!』枠での放送。 4〜5人1チームの8チーム対抗戦で、前述の「春のイントロ祭」とほぼ同じ。 ただし回によっては「ピンポン歌合戦（ウルトラ歌合戦）」や、 『ネプリーグ』に登場する乗り物（ファイブツアーズやファイブツアーズバギー等）に代表者が乗り、 ファイブツアーズの要領で、 自身の学生時代にヒットした曲のタイトルからその歌手名を答えるクイズも行われる。 |
| 2011年2月27日（日曜日）            | 19:00 - 20:54   | クイズ!ドレミファドン! 最強イントロ王決定戦                                 | 中山秀征、椿原慶子(フジテレビアナウンサー) | チーム数が5チーム（1チーム4人）に戻り、 また今までチームに1つずつ割り当てられていた解答席・早押しボタンは、 1人1組ずつ与えられる様になった。 |
| 2012年2月28日（火曜日）            | 19:00 - 20:54   | クイズ!ドレミファドン! 最強イントロ王決定戦                                 | 中山秀征、中村仁美                         | 『カスペ!』枠での放送。 内容は同上。 |
| 2013年1月15日（火曜日）            | 19:00 - 20:54   | クイズ!ドレミファドン! 最強イントロ王決定戦                                 | 中山秀征、加藤綾子                         | 『カスペ!』枠での放送。 内容は同上。 |
| 2014年3月11日（火曜日）            | 19:00 - 20:54   | クイズ!ドレミファドン!2014 大発表1万人が選ぶ最強ヒット曲300                 | 中山秀征、加藤綾子                         | 『カスペ!』枠での放送。 4人1チームの5チーム対抗戦。 |
| 2014年11月14日（金曜日）           | 19:00 - 20:54   | クイズ!ドレミファドン! 1万人が選んだ心に残る最強ヒット曲ベスト300!          | 中山秀征、山﨑夕貴(フジテレビアナウンサー) | 4人1チームの5チーム対抗戦。 114分特番だったが、 関西テレビ・沖縄テレビなど一部地域では57分版（114分版を再編集し短縮）での放送となった。 |
| 2015年3月24日（火曜日）            | 19:00 - 21:54   | クイズ!ドレミファドン! 1万人が選んだこの春に聴きたい最強ヒット曲ベスト300!  | 中山秀征、三田友梨佳                       | 4人1チームの6チーム対抗戦。 174分特番だが、 途中『FNN NEWS Pick Up・あすの天気』を挿入。 |
| 2015年9月29日（火曜日）            | 19:00 - 21:54   | クイズ!ドレミファドン! 〜1万人が選んだココロに残る名曲ヒットベスト300〜     | 中山秀征、山﨑夕貴                         | 4人1チームの5チーム対抗戦。 |
| 2016年10月11日（火曜日）           | 19:00 - 20:54   | クイズ!ドレミファドン!2016 〜1万人が選んだココロに残る名曲ヒットベスト300〜 | 中山秀征、柏木由紀(AKB48)                  | 4人1チームの5チーム対抗戦。 |
| 2017年4月4日（火曜日）             | 19:00 - 21:54   | クイズ!ドレミファドン!2017春 〜1万人が選んだ名曲ベストヒットSP〜            | 中山秀征、柏木由紀(AKB48)                  | 4人1チームの5チーム対抗戦。 174分特番だが、 途中『ユアタイム クイック・あすの天気』を挿入。 |
| 2018年8月31日（金曜日）            | 19:00 - 21:55   | クイズ!ドレミファドン!2018                                                  | 中山秀征、ブルゾンちえみ                   | 4年ぶりに金曜日ゴールデンタイムでの放送。 175分特番だが、『金曜プレミアム』枠での放送。 一部地域では19:57から118分版（175分版を再編集し短縮）を放送。大半の地域は21:49で飛び降り。 4人1チームの5チーム対抗戦。 この回より番組ロゴがリニューアル。 |
| 2019年1月2日（水曜日）             | 18:30 - 22:00   | 新春!スーパードレミファドン! 〜冬ドラマ豪華女優・俳優大集合SP〜             | 中山秀征、ブルゾンちえみ、永島優美         | 特別番組時代では初の正月三が日での放送。 4〜5人1チームで、フジテレビ系列のドラマ・バラエティ6番組対抗戦。 この回より司会者が3人体制となった。 番組内では澤部佑（ハライチ）のCGキャラ・ナレーションで、 レギュラー時代の名場面を振り返る「超貴重映像で振り返るドレミファドン」が放送された。 |
| 2019年7月5日（金曜日）             | 19:00 - 21:55   | クイズ!ドレミファドン!SP 〜話題のドラマ出演者がイントロに挑戦!!〜           | 中山秀征、伊藤利尋、永島優美               | 『金曜プレミアム』枠。 一部地域では20:00から115分版（175分版を再編集し短縮）を放送。大半の地域は21:49で飛び降り。 前回同様、5〜6人1チームで、フジテレビ系列のドラマ・バラエティ5番組対抗戦。 なお、放送9日前に高島が逝去したため、高島を追悼するテロップを在りし日の故人の写真付きとともに挿入した他、 21:49飛び降り地域以外は最後に高島司会時代の名場面集を特別放送した。 |
| 2020年1月4日（土曜日）             | 18:00 - 21:00   | クイズ!ドレミファドン!2020新春SP 〜話題のドラマ出演者がイントロに挑戦!〜    | 中山秀征、伊藤利尋、宮司愛海               | 1月4日で初のゴールデンタイムでの放送。 5〜6人1チームで、フジテレビ系列のドラマ5番組対抗戦。 大半の地域は20:54で飛び降り。 |
| 2021年1月6日（水曜日）             | 19:00 - 21:54   | クイズ!ドレミファドン! 冬ドラマ豪華俳優陣が激突!新春SP                      | 中山秀征、宮司愛海、佐野瑞樹               | 一部地域は21:48で飛び降り 4～5人1チームで、フジテレビ系列のドラマ4番組にアスリートチームを加えた5チーム対抗戦。 |
| 2021年6月28日（月曜日）            | 19:00 - 21:00   | クイズ!ドレミファドン! 夏ドラマ豪華俳優陣がアニメイントロで激突SP           | 中山秀征、宮司愛海、佐野瑞樹               | 一部地域は20:54で飛び降り 4人1チームで、フジテレビ系列のドラマ4番組に映画1作品の5チーム対抗戦。 |
| 2021年10月7日（木曜日）            | 20:00 - 22:48   | クイズ!ドレミファドン! 45周年記念!3時間SP                                   | 中山秀征、宮司愛海、中村光宏               | 4〜5人1チームで、芸人・歌舞伎役者・インフルエンサー・アスリート・DA PUMP・ももクロの6チーム対抗戦。 今回、フジテレビ系列のドラマ出演者はVTRで出題。 特別番組時代では初の木曜日および22時台での放送となる。 放送終了直前の22:41に千葉県北西部を震源とする、最大震度5強の地震「千葉県北西部地震」が発生したが、 「緊急地震速報」、および「地震速報」のテロップが入っただけで、番組中断はなかった。 なお、放送1週間前にレギュラー時代の番組音楽&主題歌を担当したすぎやまこういちが逝去したが、 すぎやまを追悼するテロップなどは放送しなかった。 |
| 2022年1月6日（木曜日）             | 19:00 - 21:54   | クイズ!ドレミファドン! 冬ドラマ豪華俳優陣が激突!新春SP                      | 中山秀征、池田美優、宮司愛海               | 一部地域は21:48で飛び降り 4人1チームで、フジテレビ系列のドラマ4番組に歌舞伎1作品の5チーム対抗戦。 |
| 2022年7月14日（木曜日）            | 19:00 - 21:54   | クイズ!ドレミファドン 夏ドラマ豪華俳優陣が激突3時間SP                       | 中山秀征、宮司愛海、伊藤利尋               | 一部地域は21:48で飛び降り 4人1チームで、フジテレビ系列のドラマ4番組にインテリチームを加えての5チーム対抗戦。 |
| 2023年1月5日（木曜日）             | 19:00 - 21:54   | クイズ!ドレミファドン2023 新春新ドラマ&新番組の豪華出演者が激突3時間SP      | 中山秀征、池田美優、伊藤利尋               | 一部地域は21:48で飛び降り 4人1チームで、フジテレビ系列のドラマ3番組に『ぽかぽか』チームとモノマネチームを加えての5チーム対抗戦。 |
| 2023年3月27日（月曜日）            | 19:00 - 21:54   | 木村拓哉参戦! クイズ!ドレミファドン2023 春ドラマ3時間SP                     | 中山秀征、池田美優、鈴木唯                 | 一部地域は21:48で飛び降り 4人1チームで、フジテレビ系列のドラマ5番組によるチーム対抗戦。9年振りの春放送で、番組対抗形式では初となる。 なお同年4月から火曜23:00に設置されるドラマ枠『火ドラ★イレブン』（カンテレ制作）は不参加。 |
| 2023年7月6日（木曜日）             | 19:00 - 21:54   | 真夏のドラマ対抗! クイズ!ドレミファドン3時間SP                              | 中山秀征、堀内健、池田美優                 | 一部地域では21:48で飛び降り フジテレビ系列ドラマ6番組によるチーム対抗戦で、『火ドラ★イレブン』ドラマが初参加。 「6チーム対抗」は2021年秋以来だが、ドラマだけは史上初。 |
| 2024年1月4日（木曜日）             | 19:00 - 21:00   | 昭和平成令和の名曲 ベストヒット166から出題! 新ドラマ俳優対抗ドレミファドン  | 中山秀征、堀内健、池田美優                 | 一部地域では20:54で飛び降り 2年半振りの2時間枠 フジテレビ系列ドラマ6番組によるチーム対抗戦で、『金9』ドラマが唯一参加したが、『火ドラ★イレブン』ドラマは不参加。 |
| 2024年5月6日（月曜日）             | 19:00 - 21:00   | 人気番組対抗 クイズ!ドレミファドンGWの祭典SP                                | 中山秀征、堀内健、池田美優                 | 一部地域では20:54で飛び降り 史上最多の8番組9チーム対抗で、ドラマは『月9』だけ出演、また初めて朝の情報番組も参加。 「5月放送」は史上初。 |
| 2024年10月1日（火曜日）            | 19:00 - 21:54   | 新ドラマ人気番組対抗 クイズ!ドレミファドン秋の祭典SP                        | 中山秀征、堀内健、池田美優                 | 一部地域では21:48で飛び降り 前回に引き続き9チーム対抗だが、ドラマが4番組に増加された。 |
| 2025年1月14日（火曜日）            | 19:00 - 21:54   | 新ドラマ人気番組対抗 クイズ!ドレミファドン新春の祭典 3時間SP                | 中山秀征、池田美優                         | 一部地域では21:48で飛び降り テレビ宮崎は21:00飛び乗り 1チーム2～3人の10番組対抗で、初めて夕方のニュース番組（『Live News イット!』）も参加。その『イット』メンバーであるガチャピンも参加、『ポンキッキシリーズ』キャラでは初の出演。 |
| 2025年4月28日5月5日 （共に月曜日） | 23:00 - 23:30   | クイズ!ドレミファドン! 「パリピ孔明 THE MOVIE」と対決SP                     | 中山秀征、井上清華                         | 映画「パリピ孔明 THE MOVIE」のPRを兼ねた特別編で、2週連続で放送。月曜23:00の『月バラ☆イレブン』枠で放送。 映画の主要出演者5人と堀内健（ネプチューン）の6人が2人1組3チームに分かれ対戦する。 |
| 2025年5月5日（月曜日）             | 19:00 - 21:00   | 新ドラマ人気番組対抗 クイズ!ドレミファドンGWの祭典SP                        | 中山秀征、堀内健、井上清華                 | 一部地域では20:54で飛び降り 1チーム3～4人の8番組1映画の計8チームが対抗。 |

また、1990年から1992年までは年に1回、同じタイトルの『スーパーイントロ大作戦』が「金曜ファミリーランド」枠で放送された。これは『ドレミファドン!』の復刻版のような企画で、毎回6-8組の芸能人ペアが「映像イントロクイズ」や「ドッキリ扉」、「イントロクイズ」などで競う番組だった。
2019年からは冬・夏の新ドラマが番宣出演する。『ドレミファドン』で番組対抗が行われたのは、レギュラー時代の1978年8月13日放送分「オールスター番組対抗戦」以来、実に40年半振り。なお2020年夏は、新型コロナウイルスの影響で7月期作品の放送が延期されたため行われなかった。一方で2023年は春ドラマに関しても放送を行った。出演番組（ほか）は次の通り。
| 放送期                   | 出演番組 |
| ------------------------ | --- |
| 1978年8月 （レギュラー） | スターどっきり㊙報告（第1期） 夜のヒットスタジオ 土曜グランドスペシャル（ニューヤンキース） ほか |
| 2019年正月               | トレース〜科捜研の男〜 後妻業 スキャンダル専門弁護士 QUEEN さくらの親子丼2 林修のニッポンドリル 正月SPチーム（立川志らく、土田晃之、北斗晶、平野ノラ）                                                                                               |
| 2019年夏                 | 監察医 朝顔 TWO WEEKS ルパンの娘 仮面同窓会 芸人チーム（千秋、土田晃之、中岡創一(ロッチ)、平野ノラ、澤部佑(ハライチ)） |
| 2020年正月               | 絶対零度〜未然犯罪潜入捜査〜 10の秘密 アライブ がん専門医のカルテ 悪魔の弁護人・御子柴礼司 〜贖罪の奏鳴曲〜 教場 |
| 2021年正月               | 監察医 朝顔 青のSP―学校内警察・嶋田隆平― 知ってるワイフ その女、ジルバ アスリート（吉田沙保里、丸山桂里奈、浅田舞、那須川天心） |
| 2021年夏                 | ナイト・ドクター 彼女はキレイだった 推しの王子様 ＃コールドゲーム 映画『東京リベンジャーズ』 |
| 2021年秋                 | SUPER RICH ラジエーションハウス アバランチ 顔だけ先生 |
| 2022正月                 | ミステリと言う勿れ ドクター・ホワイト ゴシップ #彼女が知りたい本当の〇〇 おいハンサム!! 歌舞伎『壽 初春大歌舞伎』 |
| 2022年夏                 | 魔法のリノベ テッパチ! 純愛ディソナンス 僕の大好きな妻! インテリ（伊沢拓司、ふくらP、こうちゃん、二代目 尾上右近） |
| 2023年正月               | スタンドUPスタート 忍者に結婚は難しい 三千円の使いかた ぽかぽか（ハライチ、馬瓜エブリン、渡邊渚(フジテレビアナウンサー)） モノマネ（原口あきまさ、ホリ、ミラクルひかる、JP）                                                                         |
| 2023年春                 | 風間公親-教場0- 合理的にあり得ない 〜探偵・上水流涼子の解明〜 わたしのお嫁くん あなたがしてくれなくても グランマの憂鬱 |
| 2023年夏                 | 真夏のシンデレラ 転職の魔王様 ウソ婚 ばらかもん この素晴らしき世界 テイオーの長い休日 |
| 2024年正月               | 君が心をくれたから 春になったら 婚活1000本ノック 大奥（小芝風花主演版） 院内警察 おっさんのパンツがなんだっていいじゃないか! |
| 2024年春                 | めざましテレビ ぽかぽかA（澤部佑(ハライチ)、神田愛花） ぽかぽかB（岩井勇気(ハライチ)、島崎和歌子） ネプリーグ（原田泰造(ネプチューン)、名倉潤(ネプチューン)） 呼び出し先生タナカ 366日 何か“オモシロいコト”ないの? 今夜はナゾトレ 千鳥の鬼レンチャン |
| 2024年秋                 | オクラ〜迷宮入り事件捜査〜 スノードロップの初恋 わたしの宝物 バントマン ぽかぽか ネプリーグ 呼び出し先生タナカ 坂上どうぶつ王国 千鳥の鬼レンチャン めざましテレビ                                                                                    |
| 2025年正月               | 119エマージェンシーコール 秘密〜THE TOP SECRET〜 アイシー〜瞬間記憶捜査・柊班〜 問題物件 最高のオバハン 中島ハルコ 呼び出し先生タナカ 今夜はナゾトレ Mr.サンデー めざましテレビ Live News イット!                                                    |
| 2025年春                 | 映画「パリピ孔明 THE MOVIE」 ミッドナイト屋台〜ラ・ボンノォ〜 はやく起きた朝は… 新しいカギ & ザ・共通テン! 呼び出し先生タナカ 千鳥の鬼レンチャン ぽかぽか めざましテレビ                                                                             |

## スタッフ

### クイズ・ドレミファドン!（1976年10月 - 1988年4月）
- 構成：松岡孝
- 問題作成：スタッフ東京
- プロデューサー：杉山恵、棚橋雅史
- ディレクター：王東順、渡邉光男、港浩一、守谷徹
- 企画制作：渡辺プロダクション、フジテレビ

### 新春イントロ大作戦・スーパーイントロ大作戦
- 構成：松岡孝、島崎伸一
- 問題作成：松井智代子、神田誠
- ディレクター：大河孝章、鈴木清彦
- プロデューサー：諸岡義明、荻昌樹
- 演出：守谷徹（フジテレビ）
- 技術協力：共同テレビ、彩光、ダブルビジョン、IMAGICA、4-Legs
- 企画制作：渡辺プロダクション、フジテレビ

### お正月だよ!ドレミファドン/クイズ!ドレミファドン!最強イントロ王決定戦 以降

#### 現在
2025年5月5日放送分
- 企画：渡辺ミキ（渡辺プロダクション）
- ナレーション：日野聡
- 構成：村上卓史(一時離脱→復帰)
- TP：山本真吾
- SW：片平哲也
- CAM：涌田尚孝
- 音声：唐渡健夫
- VE：皆本翔太(一時離脱→復帰)
- PA︰長谷川大輔(一時離脱→復帰)
- 照明(以前はLD)：楢橋秀満(一時離脱→復帰)
- 美術プロデューサー：吉田敬
- デザイナー：棈木陽次（フジテレビ）
- アートコーディネーター(以前は美術進行)：鈴木真吾
- 大道具：藤井雅人
- アクリル装飾：長崎心
- アートフレーム(以前は鉄骨)︰釜田慶一
- 電飾(以前は電飾・ゲームシステム)：中尾学
- アートフラワー(以前は生花装飾)：荒川直史
- LED(以前はマルチ)：持田史武
- CG︰高橋康之、武村吉雄
- 編集：峯村憲輝(一時離脱→復帰)、藤田拓斗
- MA：内田昭弘
- 音響効果：古屋ノブマサ
- TK：海東祐里奈
- 協力：fmt、マルチバックス、フジアール(フジア→以前は美術協力)
- 制作協力：Gothic
- 編成：木月洋介・加藤愛理（共にフジテレビ）
- 広報：望月亜慧梨（フジテレビ）
- デスク：柴崎茉美、平井直美(平井→以前はAD)
- AP：岩切主樹(一時離脱→復帰)、倉岡健一、福井みゆ
- AD：下地和夏、松山羽花、宮坂果歩、中井伶太
- ディレクター：山浦太郎、中根拓也(中根→一時離脱→復帰)、菊池由晃、大友淳(菊池・大友→以前はAD、大友→一時離脱→復帰)
- 演出：内山大輔
- プロデューサー：田隝宗昭、武藤健志(武藤→以前はAP)、太田兼仁、手島正裕(手島→以前はディレクター)
- チーフプロデューサー：大和田宇一（ワタナベエンターテインメント、以前はプロデューサー）
- 制作 : フジテレビ
- 制作著作：ワタナベエンターテインメント

#### 過去
- ナレーション：三石琴乃、真地勇志、牧原俊幸、宮島咲良、三ツ矢雄二、高宮彩織
- 監修：松岡孝
- 構成：山路勝也、林田晋一、坂本龍二、小林徹朗、淺井しおり、藤本昌平、川島カヨ、尾頭祐平、沼倉春香、木許宏哉
- 問題作成：小森比呂美、樋熊佳恵、井上智子、松井智代子、加舎毅
- リサーチ：マクロミル、狩野孝彦、近藤雄亮
- SW：障子川雅則、真野昇太
- CAM：蛭田英和
- VE：佐藤昭吾、守安庸一、鈴木貴裕
- 音声：野原章、谷川宏輝、吹野真穏、北野尚史
- 照明：田村春夫
- LD：黒井宏行(一時離脱→復帰)
- PA：溝口賢蔵、中尾裕之
- 美術制作：上村正三
- デザイン：桐山三千代
- デザイナー︰齋田崇史（フジテレビ）
- アートコーディネーター(以前は美術進行)：中村秀美、谷元沙紀
- 大道具：浅見大、佐藤貴志
- アクリル装飾：稲垣雄二、山田隼人(山田→一時離脱→復帰)
- アートフレーム︰浅野辰也
- 視覚効果(以前は特殊効果)：中溝雅彦
- メイク：小島百合子、伊藤嘉奈子、竹山直美、山田かつら、大友麻衣子、今井美知子、對馬晶子、外山隼人、大高里絵
- 編集：安齋勝広、増田徳樹、土田健裕、服部美里
- MA：篠原正宏、民幸之助、土屋信、高良玄、近藤宏紀(土屋・高良→一時離脱→復帰)
- タイトル：城戸宏一郎（fll ing）、吉森健（BLOCNOIZ.com）
- CG：西亜美
- TK：石井成子、長谷川菜花、清水雅子
- 技術協力：八峯テレビ、FLT、4-Legs、サンフォニックス、JOYSOUND
- 協力：第一興商、マクロミル、PlXTA、IMAGICA Lab.、オリコン ほか
- 制作協力：BEE BRAIN（2017年4月まで）
- 編成：鈴木専哉・宮澤徹・熊谷剛・高瀬敦也・吉田寛生・南條佑紀・橋本英司・田村優介（共にフジテレビ）
- 広報：谷川有希・斎田悠・木場晴香・神崎素子 (共にフジテレビ）
- デスク：井口志津代、佐藤綾香、広瀬ひかる
- 制作進行：栗原志帆（BEE BRAIN）
- AD：池田靖、前場智也、大塚哉太、内田薫平、佐藤千嘉、大田愛美、目代将人、古謝汐里、中山憂太、苅谷紗玖良、小島鉄平、山口七海、高橋航大、熊坂栞菜、吉谷地瑞穂、熊谷麗奈、鶴田梨奈、山内佑夏、熊坂栞菜、山﨑大葵、田浦季樹
- FD：黒田源治、堀脇慎次郎
- キャスティング：橋本孔一（Gothic）、鈴木仁美(以前はAP)
- AP：表憲児・朝倉里菜（共にワタナベエンターテインメント）、鈴木仁美、安久遥、田島謙介、杉本莉奈、小和田夏実、中川翔也
- ディレクター：石井栄一、阿部一志、橋本伸行、宇梶英二、茂木仁、山下浩一、磯田裕介、本田哲也、川崎敬、山田翔太、塚本智久、村田諒、佐々木泰知、山内絵理子(佐々木→一時離脱→復帰)
- 演出：中村肇（BEE BRAIN）
- プロデューサー：渡部隆（渡辺プロダクション）、西敏也・三浦雅登・篠原一成・須藤勝・高橋里香（BEE BRAIN、須藤→以前は演出）、中間恒・高橋陽平（ワタナベエンターテインメント）、久田誠司、今村奈津紀

## ネット局
- フジテレビ（同時ネット）
- 北海道文化放送：日曜 12:00 - 12:55（1978年4月2日 - 1981年9月、同時ネット）→ 日曜 11:00 - 11:55（1981年10月 - 1986年3月）→ 日曜 12:00 - 12:55（1986年4月 - 1987年9月13日、同時ネット）[6]
- テレビ岩手（同時ネット）[7]
- 山形テレビ：日曜 14:00 - 14:55（1983年10月から）[8]
- 福島テレビ：金曜 19:00 - 19:55（1983年9月まで）[9] → 日曜 14:00 - 14:55（1983年10月から）[10]
- 新潟総合テレビ：火曜 16:00 - 16:55[11] → 日曜 14:00 - 14:55[12]
- 富山テレビ（同時ネット）[13]
- 福井テレビ：日曜 10:30 - 11:25（1981年時点）[14]→ 日曜 11:00 - 11:55（1983年9月時点、1988年時点）[13][15]
- 長野放送（同時ネット）[16]
- 山梨放送：土曜 12:00 - 12:55（1978年8月時点）
- テレビ静岡（同時ネット）[17]
- 東海テレビ：日曜 11:00 - 11:55（1980年10月6日 - 1983年9月）→ 日曜 12:00 - 12:55（1983年10月から、同時ネット）[18]
- 関西テレビ：土曜 13:00 - 13:55（1979年4月7日 - 1980年3月30日、一時中断）[19]／日曜 11:00 - 11:55（ネット再開、1980年10月5日 - 1984年3月25日）→ 金曜 17:00 - 17:55（1984年4月6日 - 同年9月28日）→ 日曜 13:00 - 13:55（1984年10月7日 - 1985年3月31日）→ 金曜 16:00 - 16:55（1985年4月5日 - 1986年9月26日）[20]
- KBS京都：月曜 19:00 - 19:55（1977年4月2日 - 1978年3月）→木曜 19:00 - 19:55（1978年4月 - 同年9月、一時中断）／月曜 20:00 - 20:55（ネット再開、1979年1月 - 同年3月。関西テレビへのネット移行により打ち切り）[21]
- 山陰中央テレビ：日曜 11:00 - 11:55[22]
- 岡山放送：日曜 11:00 - 11:55（1983年9月時点）[23] → 日曜 13:00 - 13:55（1984年・1985年時点）[24]
- テレビ山口：日曜 16:00 - 16:55[25][26]
- テレビ愛媛：日曜 10:00 - 10:55（1983年9月時点）[25] → 日曜 12:00 - 12:55（1984年6月・1985年2月時点）[26]
- 高知放送：日曜 10:00 - 10:55（1983年9月時点）[25] → 日曜 14:00 - 14:55（1984年6月時点）[26]
- テレビ西日本（同時ネット）
- テレビ熊本：土曜 16:00 - 16:55（1983年9月時点）[27] → 日曜 10:00 - 10:55（1984年6月時点）[28] → 土曜 16:00 - 16:55（1985年1月時点）[29]
- 鹿児島テレビ放送：日曜 15:15 - 16:10（1980年4月時点） → 土曜 13:00 - 13:55（1983年・1984年時点）[30] → 日曜 12:00 - 12:55（1985年時点）[31]
- 沖縄テレビ：土曜 15:00 - 15:55[32]

## 関連商品
当番組の映像を収録した商品は以下のものがある。
- 快傑ジュリーの冒険（JULIE LABEL 2002年11月12日発売）：沢田研二のDVD。
- オールウェイズ I・Y・O（ビクターエンタテイメント 2012年9月26日発売）：松本伊代のCD＋DVD。
- Premium BEST（ビクターエンタテイメント 2020年1月29日発売）：麻丘めぐみのCD＋DVD。